# Aus dem Licht in den Schatten zurück
Aus dem Licht in den Schatten zurück ist das zehnte Soloalbum des deutschen Rappers Kontra K. Es erschien am 21. Mai 2021 über das Label BMG Rights Management in verschiedenen Versionen. Als Executive Producer fungierte das Produzenten-Duo The Cratez.

## Hintergrund
Kontra K kündigte das Album am 1. März 2021 mit einem zweiminütigen Album-Trailer auf YouTube an. Die Musikvideos zu Diese eine Melodie und Wenn das Schicksal trifft wurden in Sankt Petersburg und Island unter der Regie von Shaho Casado und END2END, der Produktionsfirma von Kontra K, gedreht. Das Album ist nach eigenen Worten von Kontra K das „persönlichste“ seiner Karriere und sein „musikalisches Lebenswerk“, in dem vor allem Elemente aus der russischen Kultur, wie das russische Wiegelied Bayu Bayushki Bayu – zu hören im Trailer des Albums – Einfluss nehmen. Sämtliche Illustrationen und Drehbücher wurden selbst von Kontra K konzipiert.

## Inhalt
In sechs Liedern des Albums wirken neben Kontra K weitere Künstler mit. So hat Baci einen Gastauftritt in der Single Big Bad Wolf, während Skinny Al in Ein Bein im Knast zu hören ist. Ich suche ist eine Zusammenarbeit mit Rico und auf Wenn ich will tritt Skepsis in Erscheinung. An meinem schlechtesten Tag ist eine Kollaboration mit Samra und auf Alles ist Musik ist Janaga vertreten.

## Titelliste
| Nr.          | Titel                                     | Produzent(en)                                | Länge |
| ------------ | ----------------------------------------- | -------------------------------------------- | ----- |
| 1.           | Big Bad Wolf (feat. Baci)                 | The Cratez                                   | 3:04  |
| 2.           | Komm von da                               | Daniele Zippin, The Cratez                   | 2:52  |
| 3.           | Asphalt & Tennissocken                    | Alex Gregory, Joshua Neel Pinter, The Cratez | 2:46  |
| 4.           | Babylon                                   | Andreas Tausch, Daniele Zippin, The Cratez   | 3:09  |
| 5.           | Diese eine Melodie                        | Daniele Zippin, The Cratez                   | 2:52  |
| 6.           | Ein Bein im Knast (feat. Skinny Al)       | Alex Gregory, Joshua Neel Pinter, The Cratez | 4:25  |
| 7.           | Wenn das Schicksal trifft                 | The Cratez                                   | 3:16  |
| 8.           | Ich suche (feat. Rico)                    | The Cratez                                   | 2:43  |
| 9.           | Tiefe                                     | The Cratez                                   | 3:34  |
| 10.          | Zähl nicht nach                           | Daniele Zippin, The Cratez                   | 2:29  |
| 11.          | Wenn ich will (feat. Skepsis)             | Daniele Zippin, The Cratez                   | 3:26  |
| 12.          | An meinem schlechtesten Tag (feat. Samra) | The Cratez                                   | 2:03  |
| 13.          | Alles ist Musik (feat. Janaga)            | Daniele Zippin, The Cratez                   | 2:34  |
| 14.          | Zeitraffer                                | Daniele Zippin, The Cratez                   | 2:29  |
| 15.          | In den Schatten zurück                    | The Cratez                                   | 1:45  |
| Gesamtlänge: | Gesamtlänge:                              | Gesamtlänge:                                 | 43:35 |

## Singleauskopplungen
Aus Aus dem Licht in den Schatten zurück wurden vier Singles jeweils mit Musikvideo ausgekoppelt. Die erste davon am 5. März 2021 mit Diese eine Melodie, gefolgt von Big Bad Wolf (feat. Baci) am 2. April 2021. Die dritte Auskopplung Asphalt & Tennissocken erschien am 30. April 2021, die vierte und letzte Single, Wenn das Schicksal trifft, etwa eine Woche vor Albumveröffentlichung am 13. Mai 2021. Des Weiteren wurde am Tag vor dem Erscheinen des Albums, ein Musikvideo zum Outro des Albums, In den Schatten zurück veröffentlicht.

## Chartplatzierungen
Aus dem Licht in den Schatten zurück erreichte in Deutschland die Chartspitze der Albumcharts und wurde zum sechsten Nummer-eins-Album für Kontra K. Darüber hinaus erreichte das Album auch die Chartspitze der deutschsprachigen Albumcharts sowie die Chartspitze der Hip-Hop-Charts. In beiden Chartlisten ist es ebenfalls der sechste Nummer-eins-Erfolg für Kontra K. In Österreich erreichte das Album ebenfalls die Chartspitze und wurde nach Erde & Knochen und Vollmond zum dritten Nummer-eins-Album für Kontra K. In der Schweiz erreichte Aus dem Licht in den Schatten zurück mit Rang sechs seine höchste Chartnotierung und wurde zum sechsten Top-10-Album für Kontra K.
In den deutschen Album-Jahrescharts 2021 belegte Aus dem Licht in den Schatten zurück Platz 10 und wurde so in Deutschland zum erfolgreichsten Hip-Hop-Album des Jahres.
| ChartsChartplatzierungen | Höchstplatzierung | Wochen |
| ------------------------ | ----------------- | ------ |
| Deutschland (GfK)        | 1 (13 Wo.)        | 13     |
| Österreich (Ö3)          | 1 (4 Wo.)         | 4      |
| Schweiz (IFPI)           | 6 (3 Wo.)         | 3      |

| ChartsJahrescharts (2021) | Platzierung |
| ------------------------- | ----------- |
| Deutschland (GfK)         | 10          |